# Krzysztof Staroń
Krzysztof Staroń (ur. 20 stycznia 1956 w Wysokiem Mazowieckiem) – polski nauczyciel, polityk i urzędnik państwowy, ostatni wicewojewoda krośnieński.

## Życiorys
Ukończył studia na Uniwersytecie Jagiellońskim. Od lat 80. pracował jako nauczyciel w różnych szkołach w Krośnie i okolicach. Zajmował się organizacją w mieście pierwszych wolnych wyborów samorządowych w 1990, a także tworzeniem kolegiów nauczycielskich.
Później zawodowo związany z administracją wojewódzką. W okresie rządu Jerzego Buzka z rekomendacji Unii Wolności pełnił funkcję wicewojewody krośnieńskiego, ostatniego w historii tego województwa. Pozostał pracownikiem urzędu wojewódzkiego. Parokrotnie bez powodzenia kandydował na radnego Krosna, w 2010 został kandydatem Platformy Obywatelskiej do rady miejskiej.